# Prunus brasiliensis
Prunus brasiliensis — вид квіткових рослин з родини трояндових (Rosaceae). Ареал охоплює такі країни: північно-східна Аргентина, південна і центрально-західна Бразилія, Парагвай.

## Середовище
Зустрічається в галерейних лісах та на фрагментах лісу.

## Морфологічна характеристика
Це кущ або невелике дерево заввишки до 20 метрів і 50 сантиметрів у діаметрі (на рівні грудей), з прямим або дещо неправильною формою стовбура. Дрібні білі квітки розташовані в пазушних суцвіттях завдовжки 2–10 см; пелюстки довжиною до 15 міліметрів.